# Dorothea Orem
Dorothea Elizabeth Orem (Baltimore, 15 de juliol de 1914 – Savannah, 22 de juny de 2007) va ser una de les infermeres teòriques estatunidenques més importants. Va ser una teòrica de la infermeria Moderna i creadora de la Teoria infermera del dèficit d'autocura, coneguda també com a Model d’Orem.

## Biografia
Orem va iniciar la seva carrera d'infermera a l'escola d'infermeria del Providence Hospital a Washington D. C. on va rebre un diploma en infermeria a principis de la dècada de 1936. Orem va rebre posteriorment un BSNE de la Catholic University of Amèrica CUA en 1939 i en 1946 va obtenir un MSNE de la mateixa universitat.
Les seves primeres experiències com a infermera inclouen activitats d'infermeria quirúrgica, infermera de servei privat, tant de servei domiciliari com d’hospitalari, ser membre del personal hospitalari en unitats mèdiques pediàtriques i d'adults, ser supervisora de nit en urgències i també professora de ciències biològiques. Dorothea Orem va ostentar el càrrec de directora de l'escola d'infermeria al Providence Hospital, Detroit, de 1940 a 1949; després de marxar de Detroit, Orem va passar set anys a Indiana, de 1949 a 1957 treballant en la Division of Hospital and Institutional Services of the Indiana State Boardof Health. El seu objectiu era millorar la qualitat de la infermeria als hospitals generals de tot l'estat. Durant aquest temps Orem va desenvolupar la seva definició de la pràctica d'infermeria.
En 1957, Orem va traslladar-se a Washington D. C per a treballar a l'Office of Education, a l’US. Department of Health, Education and Welfare (DHEW), com a assessora de programes d'estudi de 1958 a 1960. En el DHEW va fer un projecte amb la finalitat de millorar la formació pràctica de les infermeres, la qual cosa va provocar en ella la necessitat de respondre a la pregunta: quin és el tema principal de la infermeria? Com a resposta, el 1959 es va publicar Guidlenis for Developing Curricula for the Education of Practical Nurses. L’any 1959 Orem va començar a ser professora col·laboradora d'educació d'infermeria a la CUA, a més de va treballar també com a degana en funcions de l'escola d'infermeria i com a professora associada d'educació infermera. Va continuar desenvolupant el seu concepte d'infermeria i autocura en la CUA, la formalització dels conceptes es donava a vegades per si mateixa i, de vegades, juntament amb altres conceptes.
El Members of the Nursing Models Comittee de la CUA i el grup Improvement in, el qual es va convertir en el Nursing Development Conference Group (NDCG), van contribuir al desenvolupament de la teoria. Orem va aportar el lideratge intel·lectual a través d'aquests intents de col·laboració. El 1970 Orem va abandonar la CUA i va començar a dedicar-se a la seva pròpia empresa consultora.
El primer llibre publicat per Orem va ser Nursing: Concepts of Practice, en 1971.
La Georgetown University li va conferir el títol honorari de Doctor of Science en 1976; va rebre el premi Alumni Association Award for NuringTheory de la CUA en 1980. Entre els altres títols rebuts s'inclouen el Honorary Doctor of Science, Incarnate Word College, en 1980; el Doctor of Humans Letters, Illinois Wesleyan University (IWU) en 1988; el Linda Richard Awar, National Leaguefor Nursing en 1991; i el Honorary Fellow of theAmerican Academy of Nursing Honoris Causae de la Universitat de Missouri en 1998.
S'ha publicat edicions posteriors de Nursing: Concepts of Practice en 1980, 1985, 1991, 1995 i 2001. Orem es va jubilar en 1984 i va continuar treballant sola o amb col·laboradors en el desenvolupament de la Teoria d'Infermeria del Dèficit d'Autocura (TEDA). Mor en Savannah, Geòrgia, el 22 de juny de 2007.

## Model Orem d’infermeria
Dorothea no va tenir un autor que influís en el seu model, però sí que es va sentir inspirada per altres teòriques d'infermeria com són, per exemple: Nightingale, Peplau i Rogers.
Orem defineix l'objectiu de la infermeria com: Ajudar l'individu a dur a terme i mantenir per si mateix accions d'autocura per a conservar la salut i la vida, recuperar-se de la malaltia i/o afrontar les conseqüències d'aquesta malaltia. A més, afirma que la infermera pot utilitzar cinc mètodes d'ajuda: Actuar compensant dèficit, guiar, ensenyar, secundar i proporcionar un entorn per al seu desenvolupament. El concepte d'acte cuidat reforça la participació activa de les persones en la cura de la seva salut, com a responsables de decisions que condicionin la seva situació, coincidint de ple amb la finalitat de la promoció de la salut.
Els cuidats infermers representen un servei especialitzat, el qual es diferencia dels altres serveis de salut oferts perquè està centrat sobre les persones que no posseeixen la capacitat per a exercir l'autocura.
El paper de la infermera, doncs, consisteix a persuadir a la persona a avançar en el camí per a aconseguir responsabilitzar-se de les seves autocures utilitzant els cinc modes d'assistència mencionats. Per a , el professional d'infermeria té tres modes d'actuació: sistema d'intervenció totalment compensatori, parcialment compensatori o d'assistència/ensenyament segons la capacitat i la voluntat de les persones.
Dorothea Orem, va demostrar no només interès, sinó que també inclusió en totes i cadascuna de les funcions en què existeix participació activa d'infermeria com, per exemple: assistencials, administratives, docents i de recerca.